# Prosjjanije s Peterburgom
Prosjjanije s Peterburgom (russisk: Прощание с Петербургом) er en sovjetisk spillefilm fra 1972 af Jan Frid.

## Medvirkende
- Girt Jakovlev - Johann Strauss
- Tatjana Bedova - Olga Smirnitskaja
- Tatjana Piletskaja - Natalja G. Smirnitskaja
- Vasilij Merkurjev - Lejbrok
- Pavel Kadotjnikov - Pavel Maksimov